# Mojowarno (Mojowarno)
Mojowarno is een bestuurslaag in het regentschap Jombang van de provincie Oost-Java, Indonesië. Mojowarno telt 5063 inwoners (volkstelling 2010).